# Дорогобужский 143-й пехотный полк
143-й пехотный Дорогобужский полк — пехотная воинская часть Русской императорской армии.
Старшинство — с 16 августа 1806 года. Полковой праздник — 6 августа.

## История
16 августа 1806 г. из 4 рот Селенгинского полка (сформированного в 1763 г.), с добавлением рекрут, был сформирован Охотский мушкетёрский полк. 13 октября 1863 г. было повелено четвёртые резервные батальоны 4-й резервной дивизии переформировать в двенадцать трёхбатальонных полков и составить из них 35, 36 и 37-ю дивизии. В числе этих полков из 4-го резервного батальона и бессрочно-отпускных 5-го и 6-го батальонов Охотского полка был сформирован к 1 января 1864 г. и Дорогобужский пехотный полк в составе 12 линейных и 3 стрелковых рот. 25 марта 1864 г. полк наименован 143-м пехотным Дорогобужским полком.

### Дислокация
1870 — Елец Орловской губернии

### Русско-турецкая война
6 ноября 1876 г. полку была объявлена мобилизация, 26 ноября он выступил в поход и 20 декабря прибыл в сел. Дивизиу Бессарабской губернии, где вошёл в состав 7-го армейского корпуса, на который была возложена охрана прибрежья от румынской границы до Днепровского лимана. 12 апреля 1877 г., с объявлением войны Турции, полк перешёл границу Румынии (у Татарбунарской таможни) и на следующий день прибыл в Килию, где вошёл в состав Вилковского и Сатуновского отрядов. В июле полк закладывал в устье Дуная мины, для чего занял остров Лети. В сентябре 1877 г. полк весьма успешно действовал против турецкого флота у г. Сулина. По заключении мира полк вернулся в Россию, но 8 сентября 1878 г. вновь возвратился в Килию, Сулин и Лети в виде резерва оккупационных войск. Окончательно вернулся он в Россию 29 марта 1879 г. и 1 мая был приведён в мирный состав.
В 1879 г. полк переформирован в 4 батальона; 14 июля 1879 г. 4-й батальон сформирован из 8-го запасного батальона 62-го пехотного Суздальского полка и ему пожаловано знамя его предшественника.

### Первая мировая война
В Первой мировой войне полк принял активное участие в Восточно-Прусской операции. 15 (28) августа 1914 три батальона полка (≈ до 3000 чел.) во главе со своим полковым командиром полковником Кабановым Владимиром Васильевичем  были оставлены у Даретена в арьергардном заслоне XIII русского корпуса. Отряд Кабанова трижды ходил в штыковые атаки на преследующих немцев и сумел задержать последних. Доблестные действия полка помогли частям XIII корпуса продвинуться вперед у Грислинена en:Gryźliny, Olsztyn County, овладеть лесом и протянуть свой левый фланг южнее Хохенштайнаpl:Olsztynek, стремясь войти в соприкосновение с XV русским корпусом для оказания последнему всяческого содействия . Однако сам Кабанов и большая часть его отряда погибли в бою.

## Знаки отличия полка
1. Георгиевское знамя с надписью «За Севастополь в 1854 и 1855 гг.», пожалованное Охотскому полку 30 августа 1856 г., и с Александровской юбилейной лентой с надписью «1806—1908»
2. Нагрудные знаки для офицеров и на головные уборы для нижних чинов с надписью «За отличие», пожалованные Охотскому полку 6 апреля 1830 г. за турецкую войну 1828—1829 гг[3].

## Командиры полка
- 11.11.1863 — 07.05.1866 — полковник Тихонов, Дмитрий Иванович
- 07.05.1866 — 27.05.1866 — полковник фон Эркерт, Георгий Гансович
- 27.05.1866 — 30.03.1870 — полковник Яновский, Василий Иванович
- 09.04.1870 — 30.08.1873 — полковник Булатович, Ксаверий Викентьевич
- 30.08.1873 — 04.11.1875 — полковник Мордвинов, Сергей Сергеевич
- 04.11.1875 — хх.хх.1878 — полковник Карасёв, Николай Павлович
- до 01.05.1878 — хх.хх.1879 — полковник Ретунский, Александр Данилович
- хх.хх.1879 — хх.хх.1880 — полковник Кнорринг, Владимир Владимирович
- 21.10.1880 — 21.01.1884 — полковник Карпинский, Андрей Васильевич
- 21.01.1884 — 16.04.1889 — полковник Сидоренко, Николай Максимович
- 24.04.1889 — 08.12.1894 — полковник (с 14.11.1894 генерал-майор) Дебогорий-Мокриевич, Николай Павлович
- 29.12.1894 — 14.01.1898 — полковник Лейдениус, Георгий-Вернер Густавович
- 26.01.1898 — 20.11.1899 — полковник Иевреинов, Александр Иоасафович
- 15.12.1899 — 06.07.1907 — полковник Одинцов, Владимир Амплиевич
- 03.08.1907 — 08.04.1908 — полковник Фиркс, Николай Александрович
- 08.05.1908 — 18.10.1911 — полковник Гарбуз, Евгений Михайлович
- 18.10.1911 — 15.08.1914[4] — полковник Кабанов, Владимир Васильевич
- 18.01.1916 — 14.06.1916 — полковник Буш, Станислав Викентьевич
- 30.08.1916 — 09.05.1917 — полковник Зальф, Артур Августович
- 10.05.1917 — хх.хх.хххх — полковник Волошин-Петриченко, Николай Моисеевич